# ألموخيا
بلدية المُوشِيَّة أو (نقحرة: ألموخيا) (بالإسبانية: Almogía) هي بلدية تقع في مقاطعة مالقة التابعة لمنطقة أندلسية جنوب إسبانيا.

## الديموغرافيا
بلغ عدد سكان بلدية الموشِيَّة 4.221 نسمة عام 2011 (وفقاً للمعهد الوطني الإسباني للإحصاء).
| 4.263 | 4.119 | 4.108 | 4.313 | 4.299 | 4.298 | 4.221 |